# 줄리언 길베이
줄리언 길베이(Julian Gilbey, 1979년 5월 1일 ~ )는 영국의 배우, 메이크업 아티스트, 영화 감독, 각본가, 촬영 감독, 영상 편집자, 영화배우, 의상 디자이너이다.
영국에서 태어났다.

## 영화
- 쇼킹 오브 데스 (2014년)
- 플라스틱 (2014년)
- 론리 플레이스 투 다이 (2011년)
- 독하우스 (2009년)
- 라이즈 오브 더 풋솔져 (2007년)
- 롤린 위드 더 나인즈 (2006년)